# Haematopota subturkstanica
Haematopota subturkstanica är en tvåvingeart som beskrevs av Wang 1985. Haematopota subturkstanica ingår i släktet Haematopota och familjen bromsar. Inga underarter finns listade i Catalogue of Life.